# Posse de Jimmy Carter
A posse de Jimmy Carter como o 39º presidente dos Estados Unidos foi realizada na quinta-feira, 20 de janeiro de 1977, no Pórtico Leste do Capitólio dos Estados Unidos em Washington, D.C.. Esta foi a 48ª posse e marcou o início do mandato único de Jimmy Carter e Walter Mondale como presidente e vice-presidente. O Chefe de Justiça Warren E. Burger administrou o juramento presidencial de posse a Carter, e o presidente da Câmara dos Representantes Tip O'Neill conduziu o juramento de posse do vice-presidente a Mondale. Esta foi a última posse realizada no Pórtico Leste do edifício do Capitólio, bem como a última vez que Chefe de Justiça ficaria à esquerda do pódio, com o público de frente para eles, enquanto empossava um presidente. Exatamente quarenta anos depois, Carter compareceu à primeira posse de Donald Trump, tornando-se o primeiro presidente dos EUA a marcar o 40º aniversário de sua posse.

## Cerimônias de posse
Carter fez o juramento com uma Bíblia da família, aberta em Miqueias 6:8 e também a mesma Bíblia usada por George Washington em sua posse em 1789. A Bíblia que originalmente pertencia a Washington estava na época em posse da Loja Maçônica St. John's No. 1. O clima estava frio, mas ensolarado, com um fator de sensação térmica na adolescência. A temperatura estimada para o meio-dia era de cerca de 28 °F (−2
 °C), mas o frio não impediu muitos espectadores animados de vislumbrar o novo presidente sendo empossado.
O discurso inaugural de Carter tinha 1.228 palavras. Nele, ele falou sobre trazer "um novo espírito entre todos nós", e pediu aos americanos que "rejeitassem a perspectiva de fracasso ou mediocridade". Ele também expressou seu desejo de que um dia "as nações do mundo pudessem dizer que construímos uma paz duradoura, construída não sobre armas de guerra, mas sobre políticas internacionais que refletissem nossos valores mais preciosos".
As bênçãos foram dadas pelo arcebispo católico John Robert Roach e pelo bispo metodista William Ragsdale Cannon.
Após a cerimônia de posse, Carter se tornou o primeiro presidente a caminhar do Capitólio até a Casa Branca no desfile pós-cerimônia. Carter também solicitou que o tradicional almoço de posse, um evento organizado pelo Comitê Conjunto de Posse do Congresso, fosse cancelado. A cobertura do evento foi fornecida pela CBS e a cerimônia foi televisionada para todo o país.
A posse de Carter foi a primeira após a abertura do sistema de metrô e, em parte porque o comitê inaugural pagou para tornar o sistema gratuito o dia todo, estabeleceu um recorde de passageiros em um único dia de 68.023 passageiros, um recorde que duraria até que o sistema fosse expandido em julho seguinte.

## Música
As canções apresentadas na posse de Carter incluíram "Crazy" de Willie Nelson, cantada por Linda Ronstadt; "God Bless America" de Irving Berlin, cantada por Aretha Franklin; "Take Care of This House" do musical da Broadway 1600 Pennsylvania Avenue de Leonard Bernstein e Alan Jay Lerner, interpretada por Frederica von Stade e a Orquestra Sinfônica Nacional; e "Bess, You Is My Woman Now" da ópera Porgy and Bess, de George Gershwin (letra de DuBose Heyward), cantada por Donnie Ray Albert e Clamma Dale. Além disso, America the Beautiful foi interpretada pela Banda da Marinha dos Estados Unidos, e o The Battle Hymn of the Republic foi cantado por vozes selecionadas da Universidade de Atlanta, Clark, Morehouse College, Morris Brown College, e Spelman College, e do Centro Teológico Interdenominacional. O hino nacional foi interpretado pelo cantor Isaac Goodfriend de Atlanta, um sobrevivente do Holocausto.